# Ventil Verlag
Der Ventil Verlag wurde 1999 als Zusammenschluss des Verlags Jens Neumann, der Literaturzeitschrift Ventile – Texte & Bilder (amanita-media) und der Buchreihe testcard – Beiträge zur Popgeschichte gegründet. 2004 kam es zum Zusammenschluss von Ventil Verlag und dem 1999 gegründeten Bender Verlag. Verlagssitz ist in Mainz. Seit 2021 arbeitet der Verlag mit dem Label Tapete Records zusammen.

## Programm
Schwerpunkte des Ventil Verlags liegen in den Bereichen Pop, Gesellschaft und Cultural Studies. Zu den Veröffentlichungen zählen Bücher über Hip-Hop („American Rap“), Free Jazz („How They Do It“) und Pop-Journalismus („Ignoranz und Inszenierung – Schreiben über Pop“). Im Verlag erscheint regelmäßig die „testcard“-Buchreihe, herausgegeben unter anderem von Jonas Engelmann und Roger Behrens.
Der Bender-Verlag hat das Programm um Literatur zum Thema Film ergänzt. Schon früh brachte der Verlag vegane Kochbücher heraus, etwa die Reihe  „Kochen ohne Knochen“.

## Auszeichnungen
- 2019 und 2020 wurde der Ventil Verlag mit dem Deutschen Verlagspreis ausgezeichnet.
- 2012 erhielt Jonas Engelmann für Gerahmter Diskurs. Gesellschaftsbilder im Independent-Comic den Roland-Faelske-Preis für Comic und Animationsfilm.[2]
- 2014 wurde 18Metzger für das Buch Totes Meer mit dem Max und Moritz-Preis ausgezeichnet.[3]
- 2021 erhielt Sebastian Ingenhoff den Walter-Serner-Preis für Kurzgeschichten.[4]

## Sonstiges
- 2009 war der Verlag Mitinitiator der Hotlist, des jährlich vergebenen Buchpreises der unabhängigen Verlage.
- 2016 erschien auf Initiative des Verlags in Kooperation mit dem Label Springstoff die CD-Compilation „Refugees Welcome. Gegen jeden Rassismus“

## Autoren (Auswahl)
- Moses Arndt
- Roger Behrens
- Martin Büsser
- Daniel Decker
- Sonja Eismann
- Jonas Engelmann
- Kerstin Grether
- Anne Hahn
- Chrizzi Heinen
- Lee Hollis
- Daniel Kulla
- Andre Lux
- Bertie Marshall
- Thorsten Nagelschmidt
- Jan Off
- Tine Plesch
- Andreas Rauscher
- Knarf Rellöm
- Simon Reynolds
- Penny Rimbaud
- Tex Rubinowitz
- Sookee
- Marcus Stiglegger
- Wenzel Storch
- Torsun
- Frank Turner
- Thees Uhlmann
- Linus Volkmann